# Japanese Air Force One

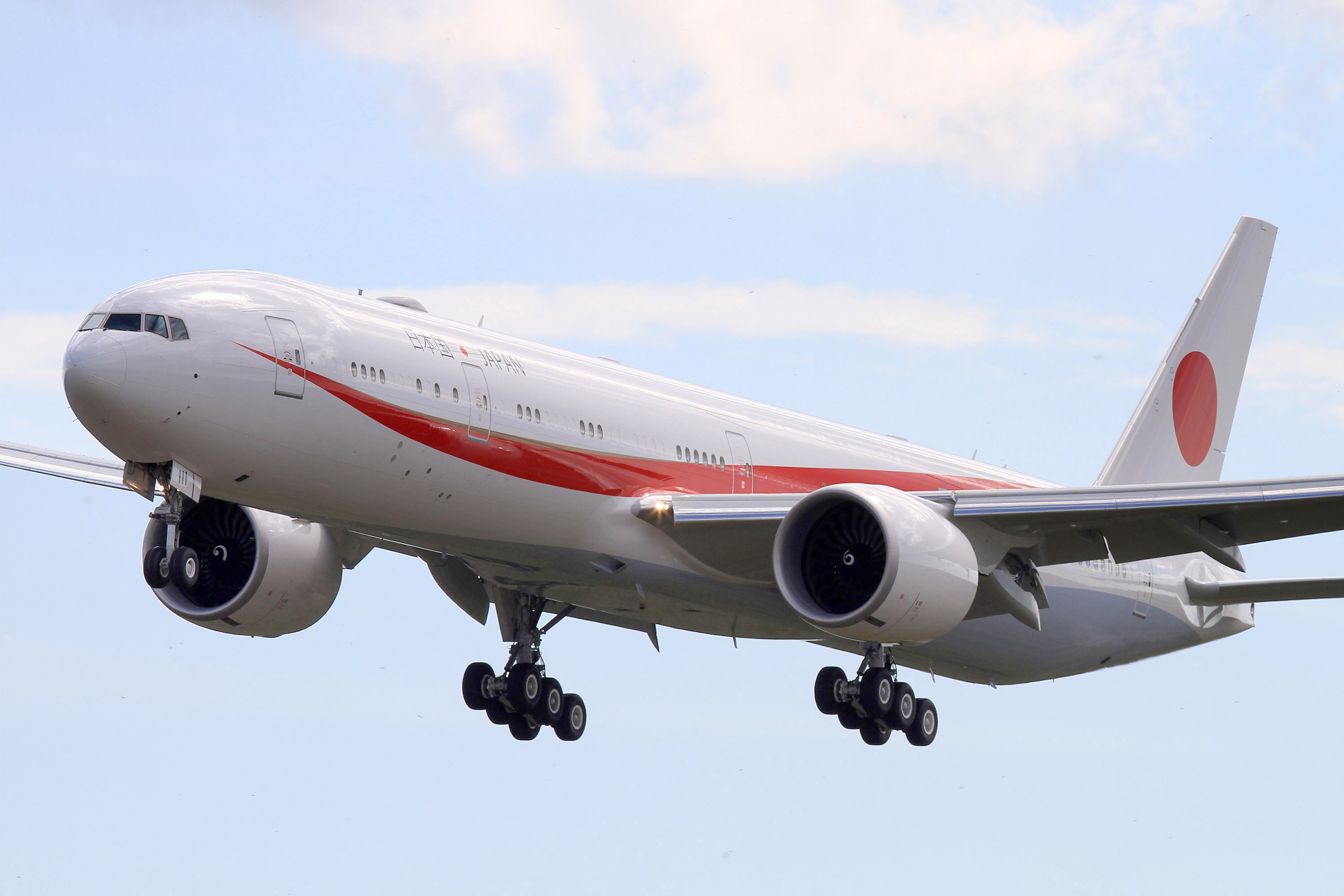
Japanese Air Force One

Japanese Air Force One und Japanese Air Force Two sind Rufzeichen für zwei Boeing 777-300ER der Regierung von Japan, die zur Beförderung des Kaisers, des Premierministers und anderer ranghoher Beamter eingesetzt werden. Jedes Flugzeug bietet Platz für 140 Passagiere und kann auch zur Evakuierung von japanischen Staatsangehörigen sowie für Übersee-Einsätze der Selbstverteidigungsstreitkräfte genutzt werden.
Offiziell werden die Flugzeuge als exklusive Regierungsmaschinen von Japan (jap. 日本国政府専用機 Nippon-koku seifu sen'yōki) bezeichnet. Bei offiziellen Einsätzen lauten die Rufzeichen Japanese Air Force One und Japanese Air Force Two, bei inoffiziellen (z. B. auf Trainingsflügen) Cygnus One und Cygnus Two. Die Flugzeuge tragen die Luftfahrzeugkennzeichen 80-1111 und 80-1112. Beide Flugzeuge fliegen bei Einsätzen immer zusammen, wobei eines als Ersatz dient und Wartungspersonal an Bord hat.

## Geschichte

### Vorgeschichte

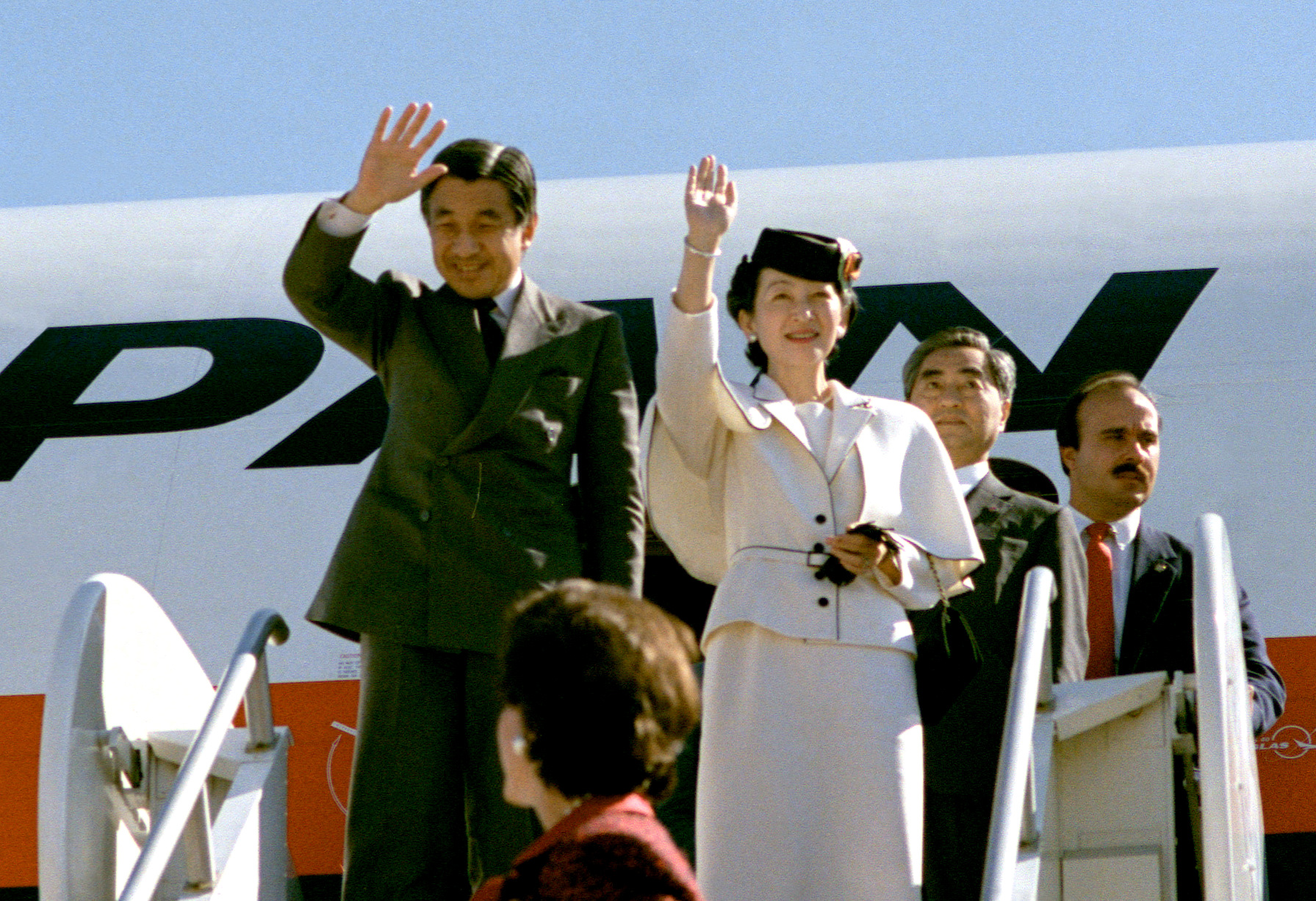
Der damalige Kronprinz Akihito mit Kronprinzessin Michiko beim Aussteigen aus einer gemieteten DC-10 der Japan Airlines, als es noch keine Japanese Air Force One gab

Während der frühen Nachkriegszeit nutzte die japanische Regierung für Auslandsreisen die damals staatliche Japan Airlines.
In den 1970er-Jahren begann die Regierung, Möglichkeiten zum Kauf von Regierungsmaschinen zu untersuchen, da es Probleme mit der Nutzung von Japan Airlines gab: Gewerkschaften kritisierten, dass bei der Rettung japanischer Staatsangehöriger aus Krisengebieten und der Beförderung von Mitgliedern der Selbstverteidigungsstreitkräfte die Sicherheit des Flugpersonals besonders aufs Spiel gesetzt werde. Auch die Privatisierung der Japan Airlines im Jahr 1987 führte erheblich zur Überlegung zum Kauf von Regierungsmaschinen.

### Boeing 747-400 (1991–2019)

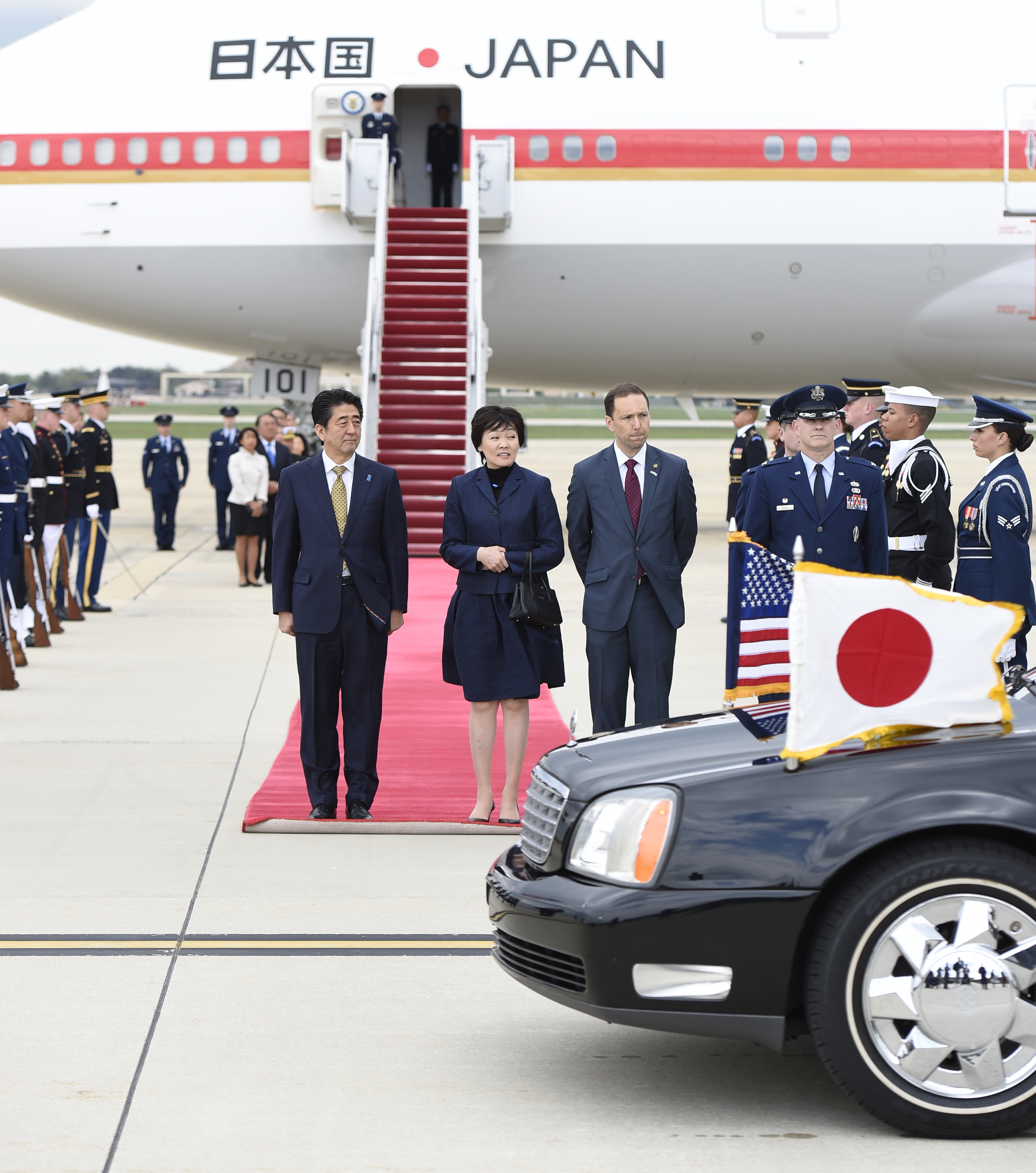
Premierminister Shinzō Abe (links) trifft mit der 747-400 in den USA ein (2015)

Die japanische Regierung bestellte 1987 zwei Boeing 747-400, um mit den Flugzeugen weltweit fast jedes Ziel erreichen zu können. Ein anderer Grund des 36 Billionen Yen-Kaufs war, die wachsende Handelsbilanz zwischen Japan und den Vereinigten Staaten auszugleichen.
Beide Flugzeuge wurden im Herbst 1991 ausgeliefert. Miyazawa Kiichi war, als er 1993 die USA besuchte, der erste Premierminister, der das Flugzeug benutzte. Im gleichen Jahr flog auch Kaiser Akihito zum ersten Mal mit der Japanese Air Force One.
Alt-Bundeskanzler Gerhard Schröder begleitete den damaligen Premierminister Jun’ichirō Koizumi in dem Flugzeug, um sich das Finale der Fußball-Weltmeisterschaft 2002 in Yokohama anzusehen. Deutschland hatte sich für dieses qualifiziert, während Schröder und Koizumi einen G8-Gipfel in Kanada besuchten. Der deutschen Bundesregierung stand nur ein Airbus A310 der Luftwaffe zur Verfügung, der nicht genügend Reichweite besaß, um ohne Zwischenlandung von Kanada nach Japan fliegen zu können. In den japanischen Medien wurde dieses kurzfristig improvisierte Unternehmen als „Mitfahr-Diplomatie“ bezeichnet. Es war das erste Mal, dass ein ausländischer Regierungschef mit der Japanese Air Force One flog.
Die 747 wurde zum Befördern von Helfern nach Neuseeland in vom Darfield-Erdbeben von 2010 betroffene Gebiete verwendet. Der damalige Außenminister Seiji Maehara hatte das Flugzeug auch zum Evakuieren japanischer Staatsangehöriger angeboten, war jedoch gezwungen, das Angebot zurückzuziehen, da das Außenministerium angab, dass es nicht genügend Platz für alle an Bord gäbe.
Im Januar 2011 wurde Naoto Kan dafür kritisiert, das Flugzeug für eine Reise zum Weltwirtschaftsforum in Davos zu benutzen, während sich 500 japanische Staatsangehörige im unruhigen Kairo befanden. Die Zeitung Asahi Shimbun berichtete, dass das Außenministerium um die Nutzung der Flugzeuge bat, Kan jedoch dem Weltwirtschaftsforum Vorrang gewährte und ablehnte. Er bestritt, dass diese Diskussion stattgefunden habe. Das Außenministerium gab an, es sei schwierig gewesen, kurzfristig eine Genehmigung zum Durchfliegen des ägyptischen Luftraums und eine Landegenehmigung zu erhalten. Naoto Kan wollte später mit dem Flugzeug nach Deutschland reisen, um dem japanischen Team beim Finale der Fußball-Weltmeisterschaft der Frauen 2011 zuzusehen, Berater rieten ihm jedoch aufgrund der hohen Kosten und einem möglichen Aufschrei der Medien wegen des Tōhoku-Erdbebens 2011 davon ab.
Die Demokratische Partei bat 2011 um öffentliche Kommentare über das Budget der japanischen Regierung. Viele Antworten kritisierten die Japanese Air Force One als unwirtschaftlich und verschwenderisch und forderten, dass die Regierung wieder je nach Bedarf Maschinen mieten solle. Nachdem es jedoch 2013 in Algerien mehrere Geiseldramen gab, entschied Premierminister Shinzō Abe von der Liberaldemokratischen Partei, dass die Flugzeuge auch weiterhin der nationalen Sicherheit dienen sollten.
Die 747-Maschinen absolvierten während ihrer Einsatzzeit 349 Missionen.

### Boeing 777-300ER (2019–)

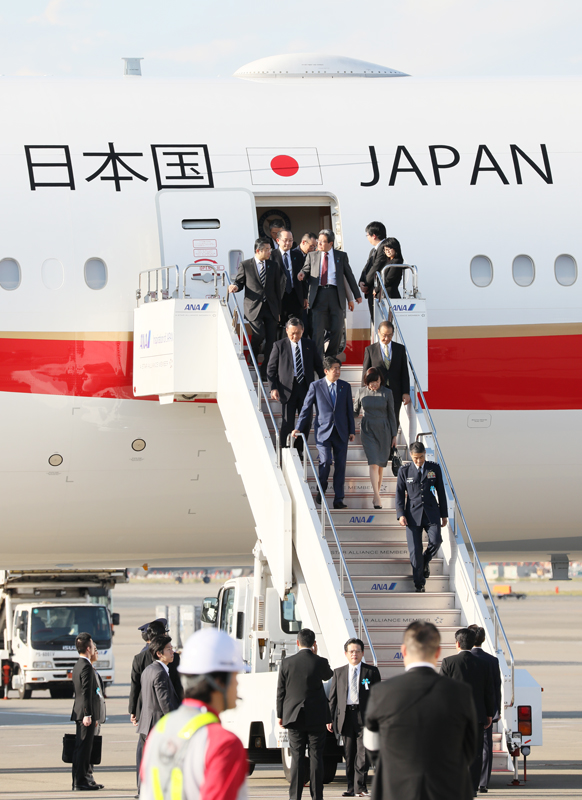
Premierminister Abe inspizierte das neue Regierungsflugzeug im Oktober 2018

Japan Airlines war bis 2019 für die Wartung, Bodenabfertigung und andere technische Unterstützung der Flugzeuge zuständig, ebenso zum Trainieren der Besatzungen (welche jedoch bei den Luftselbstverteidigungsstreitkräften angestellt sind). Die Fluggesellschaft hatte diesen Dienst bisher weiterhin ausgeübt, obwohl sie in der eigenen Flotte seit 2011 keine Boeing 747 mehr hatte, was dazu führte, dass die Kosten stiegen. Auch die größte japanische Fluggesellschaft All Nippon Airways musterte 2014 ihre letzte Boeing 747 aus. Nur die Frachtfluggesellschaft Nippon Cargo Airlines betreibt in Japan als einzige Airline noch die Boeing 747. Das Verteidigungsministerium folgerte daraus, dass dies langfristig ein Problem sei und die Regierung entweder ein neues Flugzeugmuster kaufen oder wieder je nach Bedarf zivile Flugzeuge mieten solle. Andere Alternativen wie eine ausländische Fluggesellschaft oder die Luftselbstverteidigungsstreitkräfte mit der Wartung der 747 zu beauftragen waren dem Ministerium zu teuer und auch logistisch problematisch. Auch der hohe Treibstoffverbrauch der Boeing 747-400 war ein Problem.
Im März 2012 berichtete die Zeitung Yomiuri Shimbun, dass die Boeing 787 aufgrund des sehr niedrigen Treibstoffverbrauchs und der hohen Anzahl japanischer Komponenten Spitzenkandidatin als Nachfolger der Boeing 747 sei. Die Nihon Keizai Shimbun jedoch berichtete im Juli 2013, dass die Boeing 777 die führende Kandidatin sei, weil ihre Kapazität näher an der der Boeing 747 liege. Es wurde zudem bekannt, dass bereits Gespräche mit den betreffenden Regierungen liefen. Auch der Airbus A350 wurde von einigen Beamten vorgeschlagen.
Die Regierung teilte im August 2014 mit, dass die beiden Boeing 747-400 im Jahr 2019 von zwei Boeing 777-300ER ersetzt werden. Für die Wartung, Bodenabfertigung, technische Unterstützung und das Pilotentraining ist erstmals All Nippon Airways zuständig. Im April 2015 wurde eine modernisierte Bemalung präsentiert, welche beide Boeing 777 tragen. Im August 2018 wurde die erste der beiden Boeing 777 mit dem Luftfahrzeugkennzeichen 80-1111 an das Verteidigungsministerium ausgeliefert. Sie hatte sich seit 2016 in der Schweiz befunden, wo die Innenausrüstung der Kabine erfolgte. Die zweite Maschine mit dem Luftfahrzeugkennzeichen 80-1112 landete im Dezember 2018 in Japan. Ihren ersten Einsatz absolvierten die Maschinen am 22. April 2019, als Premierminister Abe zu einer achttägigen Auslandsreise aufbrach.

## Ausstattung
Boeing 747-400:

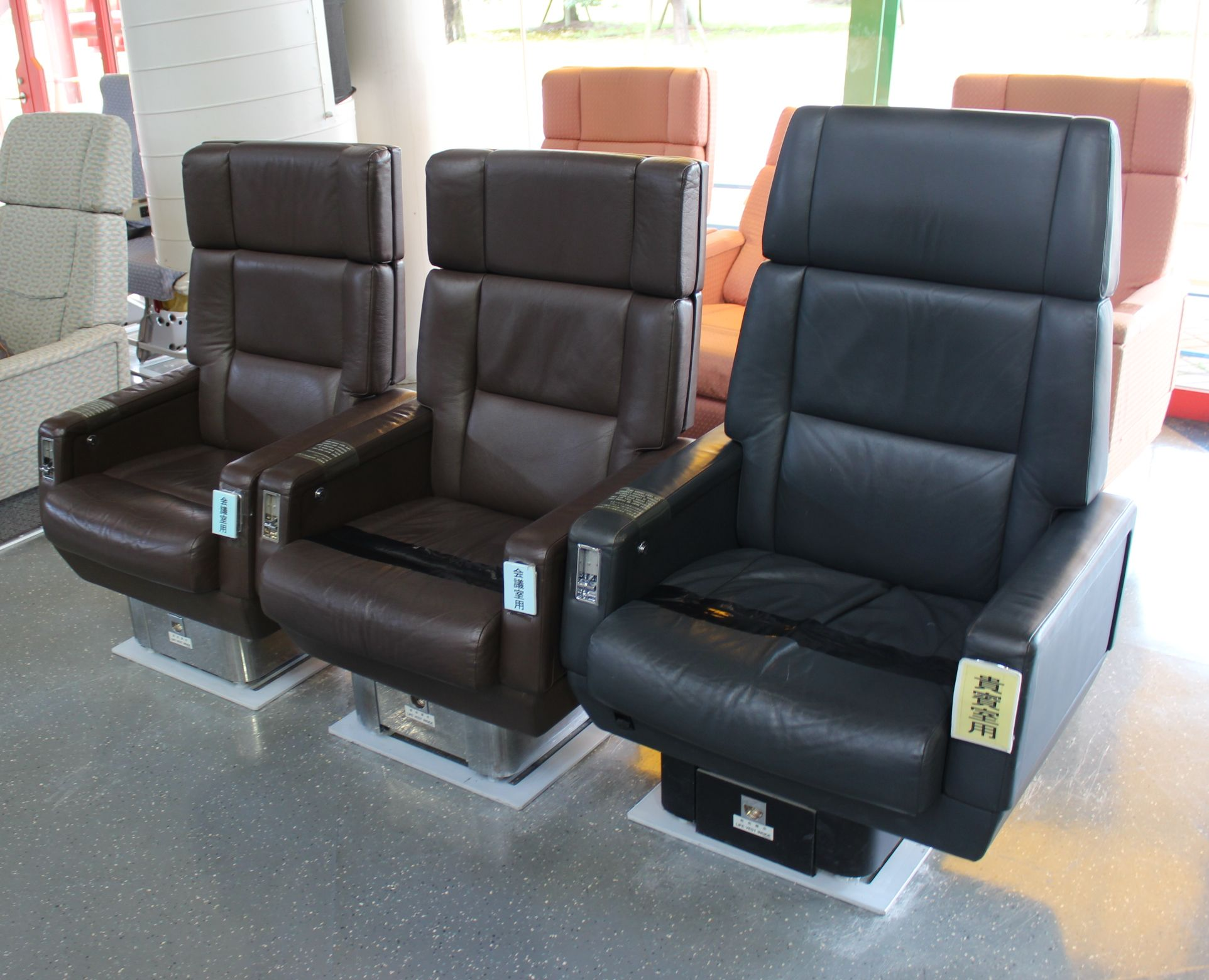
Ehemalige VIP-Sitze der 747-400

Die Boeing 747-400 umfasste einen privaten Schlaf-/Bürobereich im vorderen Teil des Hauptdecks, der für den Premierminister vorgesehen war, aber auch für die kaiserliche Familie oder andere VIPs umgebaut werden konnte. Der mittlere Teil beinhaltete sich in flache Betten umwandeln lassende Sitze in einer 2+3+2-Anordnung für ranghohe Beamte, eine VIP-Kabine mit zwei Sitzen, einen Konferenztisch mit sich in Betten umwandeln lassenden Sitzen und einen Sekretariatsbereich mit einer Büroausstattung. Der hintere Teil der Kabine war mit Sitzen ausgestattet (auch 2+3+2-Anordnung), die den Kurzstrecken-Business-Class-Sitzen einer Linienfluggesellschaft entsprachen und für Reporter vorgesehen waren, zudem befand sich dort ein Tisch für Pressekonferenzen. Auf diesen Sitzen nahmen bei Evakuierungen die Passagiere Platz. Im Oberdeck befanden sich Economy-Class-Sitze in 2+3- und 3+3-Anordnung, die für Kommunikation und das Bordpersonal verwendet wurden. Als Triebwerke kamen wie bei der US-amerikanischen Air Force One vier General Electric CF6 zum Einsatz.
Boeing 777-300ER:

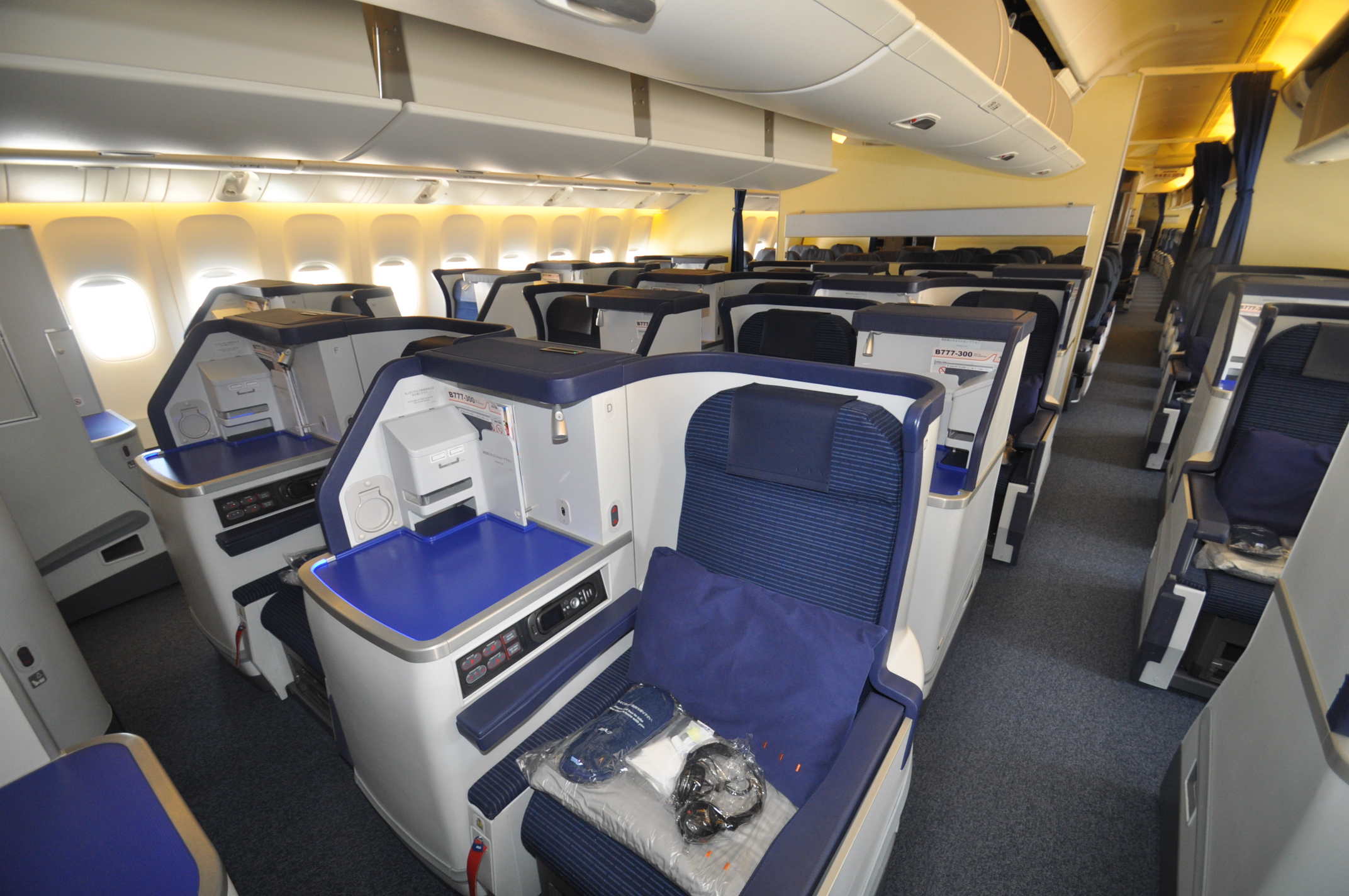
Die in der 777-300ER verwendeten Business-Class-Sitze

Die Boeing 777-300ER verfügt ebenfalls über ein privates Zimmer für den Premierminister, die Kaiserfamilie und ähnliche Passagiere im vorderen Teil des Flugzeugs. Dahinter befindet sich ein Konferenzraum mit sechs Sitzen und zwei Tischen, der mittels einer Trennwand bei Bedarf in zwei separate Räume umgewandelt werden kann. Ebenfalls im vorderen Teil der Maschine liegt ein Arbeitsbereich mit einer Büroausstattung. Hinter diesem sind 21 Business-Class-Sitze der All Nippon Airways (ANA) in einer 1+2+1-Anordnung für ranghohe Beamte und Regierungsmitglieder vorzufinden. Der hintere Teil des Flugzeugs ist mit 85 Premium-Economy-Class-Sitzen, ebenfalls von ANA, in einer 2+3+2-Anordnung ausgestattet. Hier nehmen üblicherweise Pressemitglieder Platz; bei Evakuierungseinsätzen die Evakuierten. Die 777 verfügt nicht mehr über einen Tisch für Pressekonferenzen.

### Farbgebung der Flugzeuge
Boeing 747-400:
Der Rumpf der 747-400 war weiß mit hellgrauer Unterseite und rot/goldenem Fensterband. Auf dem Seitenleitwerk und auf den Tragflächen prangte die Flagge Japans und auf dem Bug stand das Wort Japan in Kanji sowie auf Englisch geschrieben. Die Triebwerke und Winglets waren ebenfalls weiß. Unterhalb des Seitenleitwerks stand das Wort Luftselbstverteidigungsstreitkräfte (jap. 航空自衛隊 Kōkū Jieitai) in Kanji geschrieben.
Boeing 777-300ER:
Für die 777-300ER wurde die Farbgebung modernisiert: Die hellgraue Unterseite sowie das rot/goldene Fensterband sind nun geschwungen. Darüber hinaus befindet sich der Schriftzug Japan (bzw. 日本国) nun nicht mehr über der ersten, sondern über der zweiten Tür.

## Einsatz

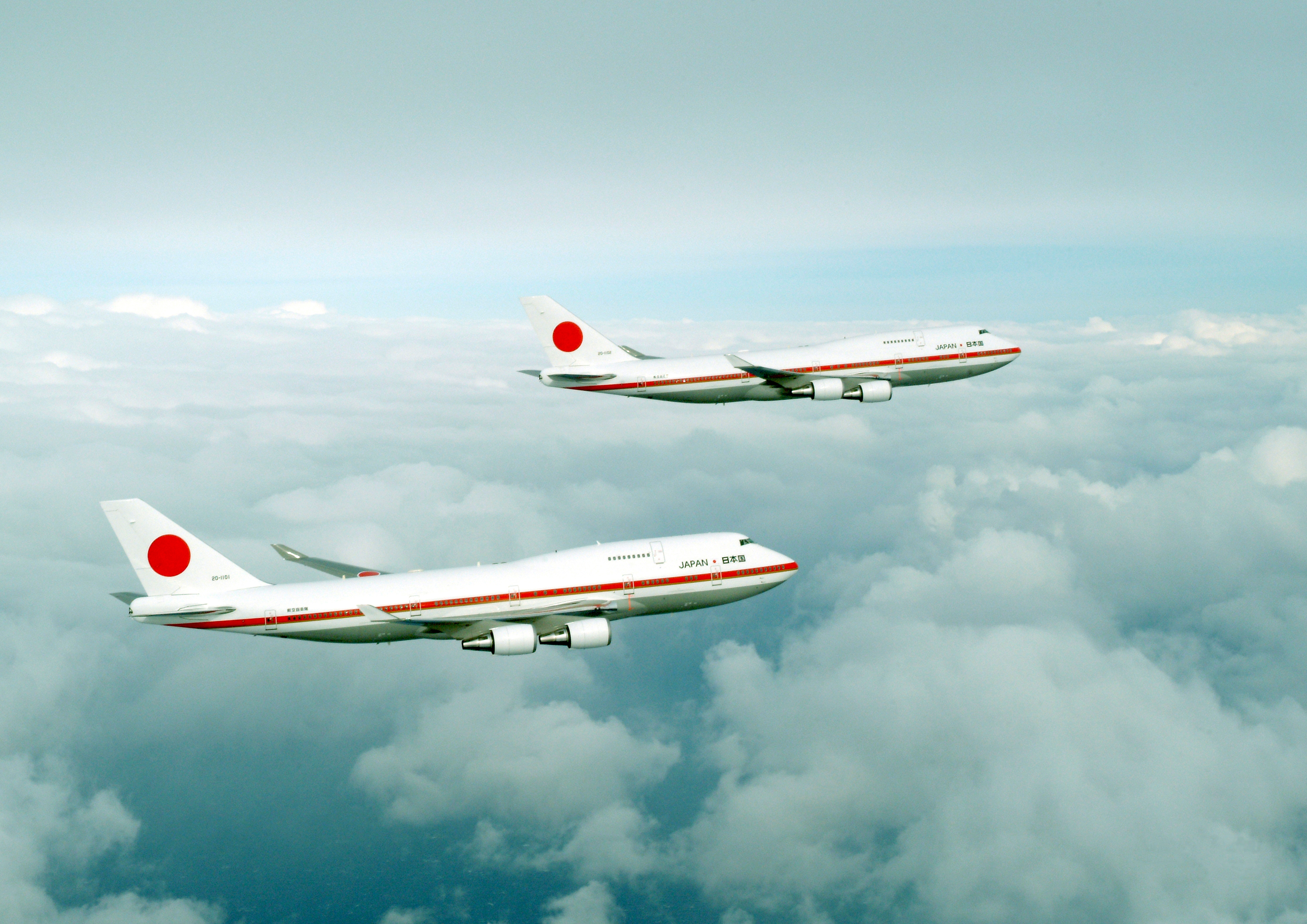
Beide 747-Flugzeuge im Formationsflug

Anfangs wurde die Japanese Air Force One als Zivilflugzeug mit den Luftfahrzeugkennzeichen JA8091 und JA8092 betrieben, wurde jedoch 1992 dem Verteidigungsministerium übergeben und als Verteidigungsflugzeuge mit den Kennzeichen 20-1101 und 20-1102 neu registriert. Seither wurden die Flugzeuge von den Luftselbstverteidigungsstreitkräften betrieben und waren auf der Chitose Air Base stationiert. Die Besatzung besteht aus 17 bis 19 Mitgliedern, darunter sind zwei bis vier Piloten, zwölf Flugbegleiter und drei Mitglieder bedienen die Kommunikationseinrichtung.
Für kurze Flüge benutzt die Regierung auch die Gulfstream IV und Hubschrauber vom Typ Eurocopter EC 225. Die Gulfstream IV wurde bisher nur einmal von einem Premierminister genutzt; Yasuo Fukuda flog mit ihr kurzfristig von Peking nach Nagasaki, weil die Boeing 747 nicht einsatzbereit war.
Im Gegensatz zur US-amerikanischen Air Force One kann die japanische Regierungsmaschine nur für offizielle Flüge und nicht für private Reisen des Premierministers oder der kaiserlichen Familie genutzt werden.
Bei Evakuierungen von japanischen Staatsangehörigen aus besonders gefährlichen Gebieten im Ausland befinden sich u. a. auch Mitglieder der Bodenselbstverteidigungsstreitkräfte und des Verteidigungsministeriums an Bord.